# Бернд Дреєр
Бернд Дреєр (нім. Bernd Dreher, нар. 2 листопада 1966, Леверкузен) — німецький футболіст, що грав на позиції воротаря. По завершенні ігрової кар'єри — тренер воротарів.
Погравши за обидва «фармацевтичних» клуби «Баєр 04» і «Баєр Юрдінген», голкіпер отримав запрошення від мюнхенської «Баварії», де протягом наступних дванадцяти років був дублером Олівера Кана і провів за мюнхенський клуб лише 13 матчів у Бундеслізі. Незважаючи на це виграв з командою низку національних і міжнародних трофеїв.
Після завершенні ігрової кар'єри працював тренером воротарів «Баварії» та «Шальке 04».

## Ігрова кар'єра
Народився 2 листопада 1966 року в місті Леверкузен. Розпочав займатись футболом в школі «СВ Шлебуш», з якої 1976 року потрапив в академію клубу "Баєр 04.
У дорослому футболі дебютував 1986 року виступами за команду клубу «Баєр 04», в якій провів чотири сезони, взявши участь лише у 9 матчах чемпіонату. За цей час виборов титул володаря Кубка УЄФА.
Протягом 1990—1996 років захищав кольори команди клубу «Баєр Юрдінген».
Своєю грою за останню команду привернув увагу представників тренерського штабу «Баварії», до складу якої приєднався влітку 1996 року і став дублером Олівера Кана. Відіграв за мюнхенський клуб наступні сім сезонів своєї ігрової кар'єри. За цей час додав до переліку своїх трофеїв п'ять титулів чемпіона Німеччини, тричі ставав володарем Кубка Німеччини, чотири рази — воладарем кубка німецької ліги, крім того ставав володарем Міжконтинентального кубка та переможцем Ліги чемпіонів УЄФА. Щоправда, на поле виходив надзвичайно рідко.
Завершив кар'єру в 2003 році, ставши тренером воротарів мюнхенців. В 2005 році Дреєр повернувся до ігрової кар'єри і став граючим тренером воротарів «Баварії» та головним наставником молодого Міхаеля Рензінга, який мав стати заміною віковому Кану. Але за ці 3 роки провів лише 2 матчі в Бундеслізі, хоча і виграв з командою ще два чемпіонства і національних кубка. Востаннє вийшов на поле у віці 40 років, 6 місяців і 17 днів — 19 травня 2007 року в матчі чемпіонату проти «Майнца» (5:2). У сезоні 2007/08 він залишався у заявці команди, проте на поле вже не виходив. Після того як влітку 2008 року «Баварію» очолив Юрген Клінсманн, Дреєр остаточно завершив ігрову кар'єру, крім того Клінсманн запросив і свій тренерський штаб, тому Бернд не залишився навіть тренером воротарів.

## Кар'єра тренера
Влітку 2009 року новий тренер «Шальке 04» Фелікс Магат, який знав Дреєра по сумісній роботі у «Баварії», запросив його стати тренером воротарів гельзенкірхенців. На цій посаді Дреєр продовжив працювати навіть після звільнення Магата у березні 2011 року і покинув її лише в липні 2012 року, після завершення контракту.

## Титули і досягнення
- Чемпіон Німеччини (7):

«Баварія»: 1997, 1999, 2000, 2001, 2003, 2005, 2006, 2008
- Володар Кубка Німеччини (5):

«Баварія»: 1998, 2000, 2003, 2006, 2008
- Володар Кубка німецької ліги (5):

«Баварія»: 1997, 1998, 1999, 2000, 2007
- Володар Міжконтинентального кубка (1):

«Баварія»: 2001
- Переможець Ліги чемпіонів УЄФА (1):

«Баварія»: 2001
- Володар Кубка УЄФА (1):

«Баєр 04»: 1988